# Barbara Smolińska
Barbara Smolińska é uma artista polonesa.

## Biografia
Barbara Smolińska começou a trabalhar no mundo da música e dos tratamentos cosméticos. Em 2013, ela começou a colecionar bonecas hiper-realistas e, mais tarde, decidiu abrir uma empresa de fabricação de bebês hiper-realistas chamada Reborn Sugar Babies. Essas bonecas trazem benefícios terapêuticos para seus clientes. Elas foram compradas por estúdios de cinema, escolas de educação para o parto, pronto-socorros, escolas de enfermagem e colecionadores de bonecas. Ela argumenta que essas bonecas ajudam a processar abortos espontâneos, bem como ansiedade, depressão e problemas de fertilidade. Os preços dessas bonecas variam de centenas a milhares de dólares.

## Reconhecimento
Em dezembro de 2021, ela foi incluída na lista das 100 Mulheres mais influentes do mundo da BBC.